# 于準
于準（？—1725年或1731年），字子繩，號萊公，山西汾州府永寧州人，清朝政治人物，廕生，于成龍之孫，于廷翼之子。與其祖父于成龍同樣也是一名廉吏。

## 生平[2]
- 康熙二十五年（1686年）任清州知州
- 康熙二十八年（1689年）升任刑部員外郎
- 康熙二十九年（1690年）任戶部郎中
- 康熙三十年（1691年）任江南驛鹽道
- 康熙三十四年（1695年）任直隸守道（直隸總理錢穀守道）
- 康熙三十七年（1698年）任浙江按察使
- 康熙三十九年（1700年）因丁父憂去職
- 康熙四十二年（1703年）任四川布政使
- 康熙四十三年（1704年）六月二十四日任貴州巡撫
- 康熙四十四年（1705年）任江蘇巡撫
- 康熙？年（？年）任都察院右副都御史（坐銜）
- 康熙四十八年（1709年）噶禮上疏彈劾于準，于準因此被革職[3][4]
- 雍正三年（1725年）或雍正九年（1731年）去世[5]

## 作品
- 《于清端公政書》
- 《于氏族規》22條
- 《于氏家訓》41條